# Волконский, Фёдор Фёдорович Шериха
Князь Фёдор Фёдорович Волконский по прозванию «Шериха» (? — 1655) — сын боярский, голова, стольник и воевода во времена правления Михаила Фёдоровича и Алексея Михайловича.
Младший сын князя Фёдора Ивановича Волконского (? — 1630). Старшие братья — князья Иван Чермный, Семён и Василий Волконские. Рюрикович в XX поколении, из 1-й ветви князей Волконских.

## Биография
За московское осадное сидение при царе Василии IV Ивановиче Шуйском пожалован вотчиной, половиной села Носилово в Рязанском уезде (21 августа 1616). Участник московского осадного сидения (1611—1613). По Боярской книге имел оклад 700 четвертей (1619). Упоминается разрядами в чине рынды (1621).
Воевода в Царевококшайске (1623). Находился на воеводстве в Михайлове (1625). Пожалован в стольники (1626). Участвовал в обеих свадьбах царя Михаила Фёдоровича, на второй «смотрел в кривой стол». Воевода в Таре (1627—1630). Провожал турецкого посла Фому Кантакузина с войском до границы (1633), в этом же году встречал голландского посла. Оклад 850 четей (1633). Воевода в Боровске (1634), откуда ходил с казаками против поляков. Отправлен с думным дворянином Флором Иудичем Луговским в Путивль наблюдать за межеванием земель (осень 1636). Возглавил московское посольство в Грузию (1636), для приведений царя Теймураза Давыдовича к крестному целованию, заявившего о желании принять русское подданство. Воевода в Ельце (1642—1643). Назначен для встречи датского королевича (1645). Воевода в Брянске (1654—1656).
Скончался († 1655), оставив после себя единственного сына — окольничего Федула Фёдоровича.

## Критика
Князь П. В. Долгоруков придаёт ему дочь княжну Прасковью, бывшую замужем за князем Дмитрием Фёдоровичем Щербатовым, но несомненно известно, что она была дочь боярина Фёдора Фёдоровича.
В Дворцовых разрядах упоминается: (08 октября 1674) за столом у Государя в кривой стол смотрел стольник князь Фёдор Фёдорович Шериха Волконский, наверное это опечатка и следует читать Федул, вместо Фёдора.